# Renard R-31
Renard R-31 – belgijski samolot rozpoznawczy i łącznikowy z okresu II wojnie światowej. 

## Historia
Samolot został skonstruowany przez Alfred Renard, jako samolot rozpoznawczy dla lotnictwa belgijskiego, gdzie miał zastąpić francuskie samoloty Breguet 19. Prototyp samolotu został oblatany 16 października 1932 roku. Następnie po próbach fabrycznych i wojskowych zamówiono 34 samoloty tego typu, przy czym produkcję rozpoczęto w 1934 roku a zakończono w 1936 roku. Przy czym 28 samolotów wyprodukowała wytwórnia Renard Constructions Aéronautiques, a 6 sztuk Sociétés Anonyme Belge de Constructions Aéronautiques (SABCA). 
Zbudowano także jeden prototyp, w którym zastosowano silnik  gwiazdowy Gnome-Rhône Mistral Major, o takiej samej mocy, ten samolot otrzymał nazwę R-32. Później jednak przebudowano go i zastosowano w nim silnik Rolls-Royce Kestrel, przebudowany samolot był identyczny z samolotem R-31. Tak samo postąpiono z prototypem samolotu R-31, który miał silnik Lorraine Pétrel, nieoficjalnie 

## Użycie w lotnictwie
Samoloty Renard R-31 służył w lotnictwie belgijskim od końca 1934 roku. Wchodziły w skład 9 eskadry „Sioux Bleu” (9/V/1) i 11 „Sioux Rouge” (11/V/1) i stacjonowały w Liège. Każda eskadra składała się z 11 samolotów w pierwszej linii i 8 w rezerwie.
Tuż przed agresją Niemiec na Belgię zostały one przeniesione nad lotnisko Bierset, a następnie na lotniska Liège, Biersay i Duras. Wzięły udział w działaniach wojennych na terenie Belgii, w tym czasie wykonały one 54 loty bojowe. Ostatecznie do 28 maja 1940 roku wszystkie samoloty tego typu zostały zniszczone, głównie na ziemi.

## Opis techniczny
Samolot Renard R-31 był górnopłatem typu parasol o konstrukcji całkowicie metalowej. 
W kadłubie w przedniej części umieszczono silnik gaźnikowy w układzie V, 12-cylindrowy, chłodzony cieczą. Za nim znajdowała się kabina pilota, a potem kabina obserwatora. 
Samolot był uzbrojony 1 lub 2 zsynchronizowane karabiny maszynowe kal. 7,7 mm umieszczone w kadłubie i obsługiwane przez pilota. Jeszcze jeden ruchomy karabin maszynowy kal. 7,7 mm umieszczono na stanowisku obserwatora.  
Podwozie klasyczne, stałe z płozą ogonową. 
Napęd stanowiły silnik rzędowy o mocy 520 KM.